# 塞圖巴爾區
塞圖巴爾區 （葡萄牙語：Distrito de Setúbal，葡萄牙語：[sɨˈtuβal, -βɐl] ⓘ）是葡萄牙中南部沿海的一個區，北界特茹河。面積5,064平方公里，人口789,459人 （2001年）。首府塞图巴尔，下分13市镇。